# Krusensterniella
Krusensterniella is een geslacht van straalvinnige vissen uit de familie van puitalen (Zoarcidae).

## Soorten
- Krusensterniella maculata Andriashev, 1938
- Krusensterniella multispinosa Soldatov, 1922
- Krusensterniella notabilis Schmidt, 1904
- Krusensterniella pavlovskii Andriashev, 1955